# Región de Chūyo
La Región de Chuyo (中予地方 Chūyo-chihō?) es una de las regiones en que se subdivide la Prefectura de Ehime, y corresponde a su porción central. Actualmente está conformada por las ciudades de Matsuyama, Iyo y Toon; y los pueblos de Masaki y Tobe, ambos del Distrito de Iyo, y Kumakogen del Distrito de Kamiukena.

Ubicación de la Región de Chuyo en la Prefectura de Ehime.